# 스크루볼 코미디

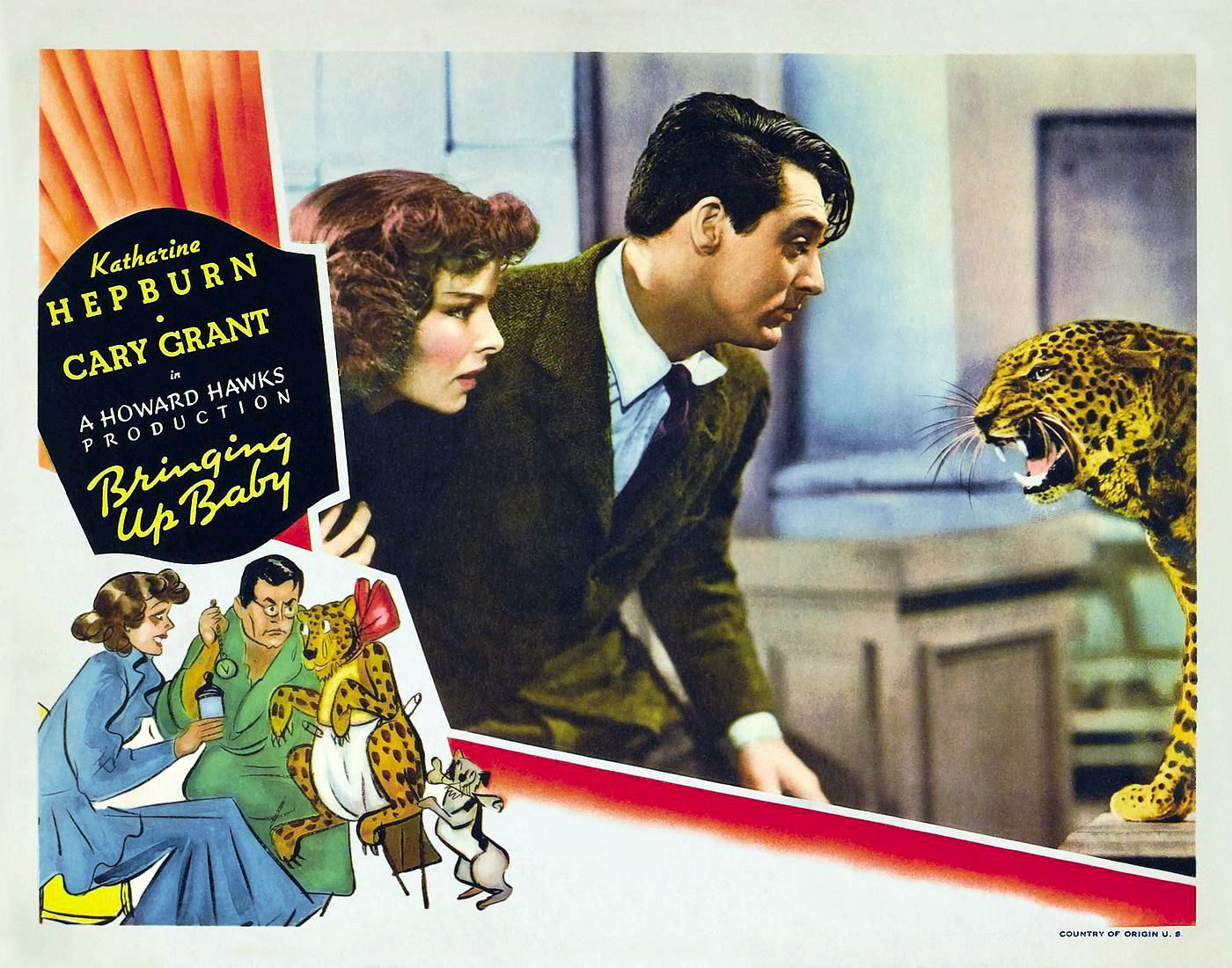
스크루볼 코미디의 대표격이라 불리는 영화 베이비 길들이기(1938)의 포스터.

스크루볼 코미디(Screwball comedy)는 1930년대 초반의 대공황기에서부터 시작되어 1940년대 초반까지 번성했던 로맨틱 코미디의 하위 장르로, 갈등을 겪다가 결국에는 이를 풀어 다시 사랑을 한다는 결말을 풍자한다. 이때 등장하는 주조연의 등장인물은 누아르 영화와 비슷하지만, 남성성이 중심이 되던 것에서 벗어나 사회적으로 진출한 여성이나 도덕적으로 타락한 여성 등을 그렸던 것이 특징이다. 남녀가 우스꽝스럽고 익살스러운 행동을 하는 당시 할리우드에서 볼 수 없었던 주제이다. 스크루볼 코미디는 재미있는 사랑을 패러디하는 것에 중점을 두는 것이 궁극적으로 사랑을 강조하는 일반적인 로맨틱 코미디와의 차이를 두고 있다. 이외의 요소들은 빠르게 진행되는 속도와, 많은 기지, 소극과 비슷한 상황, 현실도피주의적인 주제, 성별의 물리적인 전투, 변장, 구애와 결혼을 포함하는 줄거리 등이 있다. 그리고 어느 날 밤에 생긴 일(1934), 마이 맨 갓프리(1936)같이 사회적으로 논란이 있는 주제를 가끔 묘사하기도 한다. 몇몇 코미디 연극도 스크루볼 코미디로 제작되곤 하였다.

## 유명한 스크루볼 코미디 영화
- 특종 기사(1931), 루이스 마일스톤 감독, 아돌프 맨주와 팻 오브라이언 출연.
- 어느 날 밤에 생긴 일(1934), 프랭크 캐프라 감독, 클라크 게이블과 클로데트 콜베르 출연.
- 라이벨디드 레이디(1936), 잭 콘웨이 감독, 진 할로와 윌리엄 파월 출연.
- 이혼 소동(1937), 리오 매케리 감독, 아이린 던과 케리 그랜트 출연.
- 베이비 길들이기(1938), 윌리엄 A. 웰먼 감독, 캐서린 헵번와 캐리 그랜트 출연
- 그의 연인 프라이데이(1940), 하워드 호크스 감독, 캐리 그랜트와 찰스 맥아더 출연.
- 스미스 부부(1941), 알프레드 히치콕 감독, 캐럴 롬바드와 로버트 몽고메리 출연.
- 레이디 이브(1941), 프레스턴 스터지스 감독, 바버라 스탠윅과 헨리 폰다 출연.

다른 장르의 영화 일부에도 스크루볼 코미디의 요소가 포함되어 있었다. 예를 들어 알프레드 히치콕 감독의 스릴러 영화 39 계단은 수갑이 채워져 있는 상태의 남녀가 일을 해결하다가 결국 사랑에 빠지게 되는 스토리이고, W. S. 밴다이크의 그림자 없는 남자는 비밀을 함께 풀어가는 이야기를 담고 있다. 또한 1930년대에 만들어지고 개봉한 게이 디보시(1934)나 톱 햇(1935) 같은 프레드 아스테어와 진저 로저스의 뮤지컬 영화도 스크루볼 코미디의 플롯을 주로 다루었다.

다음은 스크루볼 코미디에 자주 출연하거나 관련된 배우들이다.
- 진 아서
- 랠프 벨러미
- 찰스 코번
- 클로데트 콜베르
- 게리 쿠퍼
- 매리언 데이비스
- 윌리엄 드마레스트
- 멜빈 더글러스
- 아이린 던
- 클라크 게이블
- 캐리 그랜트
- 진 할로
- 캐서린 헵번
- 에드워드 에버렛 홀튼
- 캐럴 롬바드
- 머나 로이
- 프레드 맥머레이
- 레이 밀랜드
- 윌리엄 파월
- 진저 로저스
- 로절린드 러셀
- 바버라 스탠윅
- 제임스 스튜어트

다음은 스크루볼 코미디를 자주 만든 감독들이다.
- 프랭크 캐프라
- 조지 큐커
- 하워드 호크스
- 가슨 카닌
- 그레고리 라 카바
- 밋첼 레이슨
- 에른스트 루비치
- 리오 매케리
- 프레스턴 스터지스
- W. S. 밴다이크
- 빌리 와일더

## 같이 보기
- 소극